# Дуванов, Юрий Николаевич
Юрий Николаевич Дуванов (род. 26 августа 1953, Магнитогорск, Челябинская область, РСФСР, СССР) — советский и российский актёр драматического театра, заслуженный артист Российской Федерации (2006). В настоящее время служит в Магнитогорском драматическом театре им. А. С. Пушкина.

## Биография
Родился 26 августа 1953 года в Магнитогорске.
Театральное образование получил в Свердловское театральное училище, окончил его в 1976 году. Приехал в Магнитогорск и работал в местном театре несколько лет. Затем служил в театрах Орла, Самары, Санкт-Петербурга и других городов.
Вернулся в Магнитогорск в 1998 году, поступил на работу в драматический театр имени Пушкина. Получил звание заслуженного артиста в 2006 году.
Получил премию специальный приз жюри за «Лучший дуэт» на XIII фестивале «Сцена-2011» в Челябинске. Занят во многих спектаклях театра.
Играет в последних значительных постановках театра, таких как «Ромео и Джульета» по Шекспиру, Тёмные аллеи по Бунину и «Время женщин» по Чижовой.

## Признание и награды
- заслуженный артист Российской Федерации (2006)[1]